# Liste der chilenischen Botschafter in Osttimor

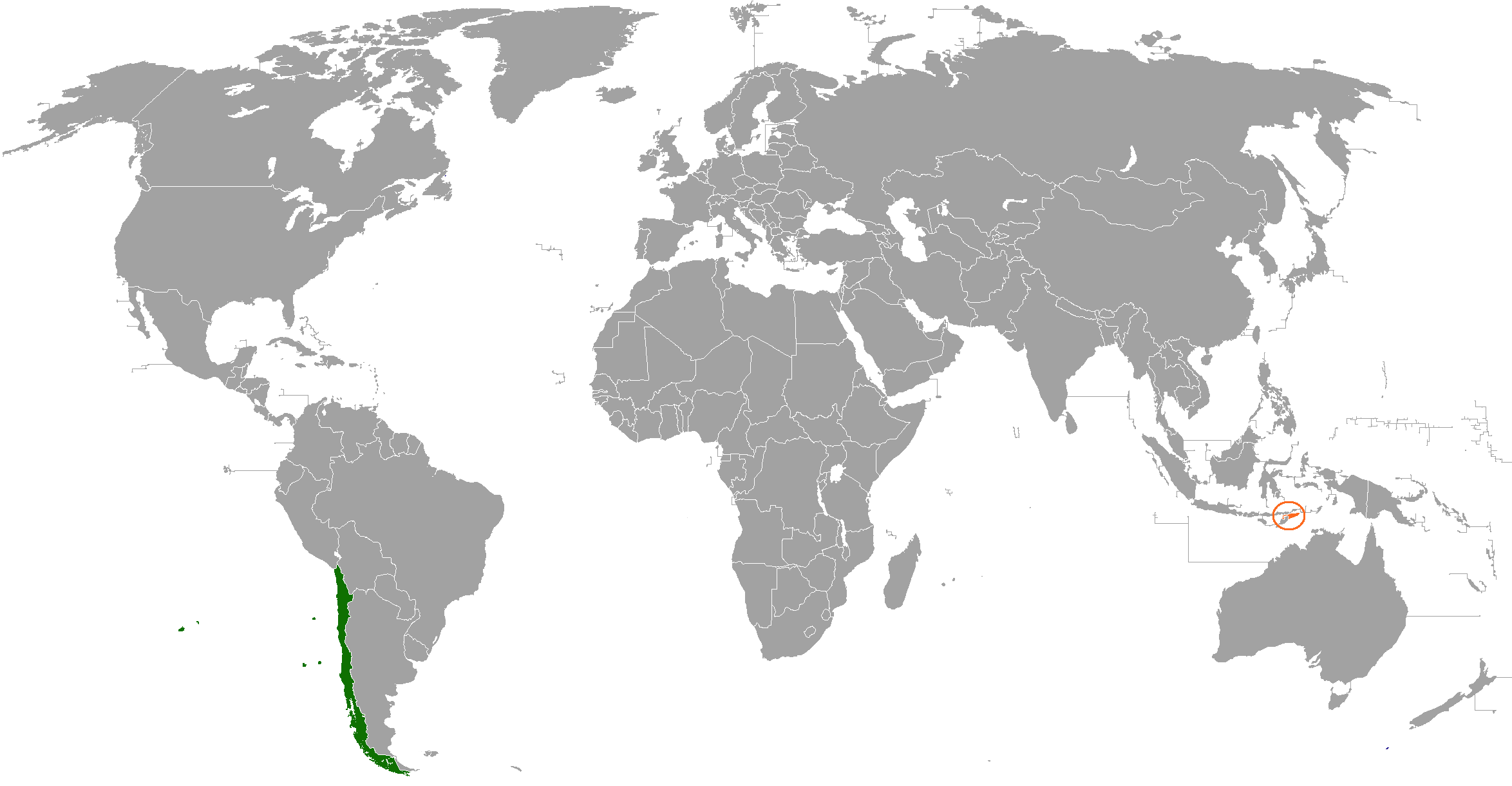
Chile (grün) und Osttimor (orange)

Diese Liste führt die chilenischen Botschafter in Osttimor auf.

## Hintergrund
Die beiden Länder nahmen am 16. September 2002 diplomatische Beziehungen auf, doch erst 2013 wurde mit Eduardo Ruiz Asmussen ein chilenischer Botschafter nach Osttimor entsandt. Die chilenische Botschaft befindet sich in Jakarta (Indonesien).

## Liste

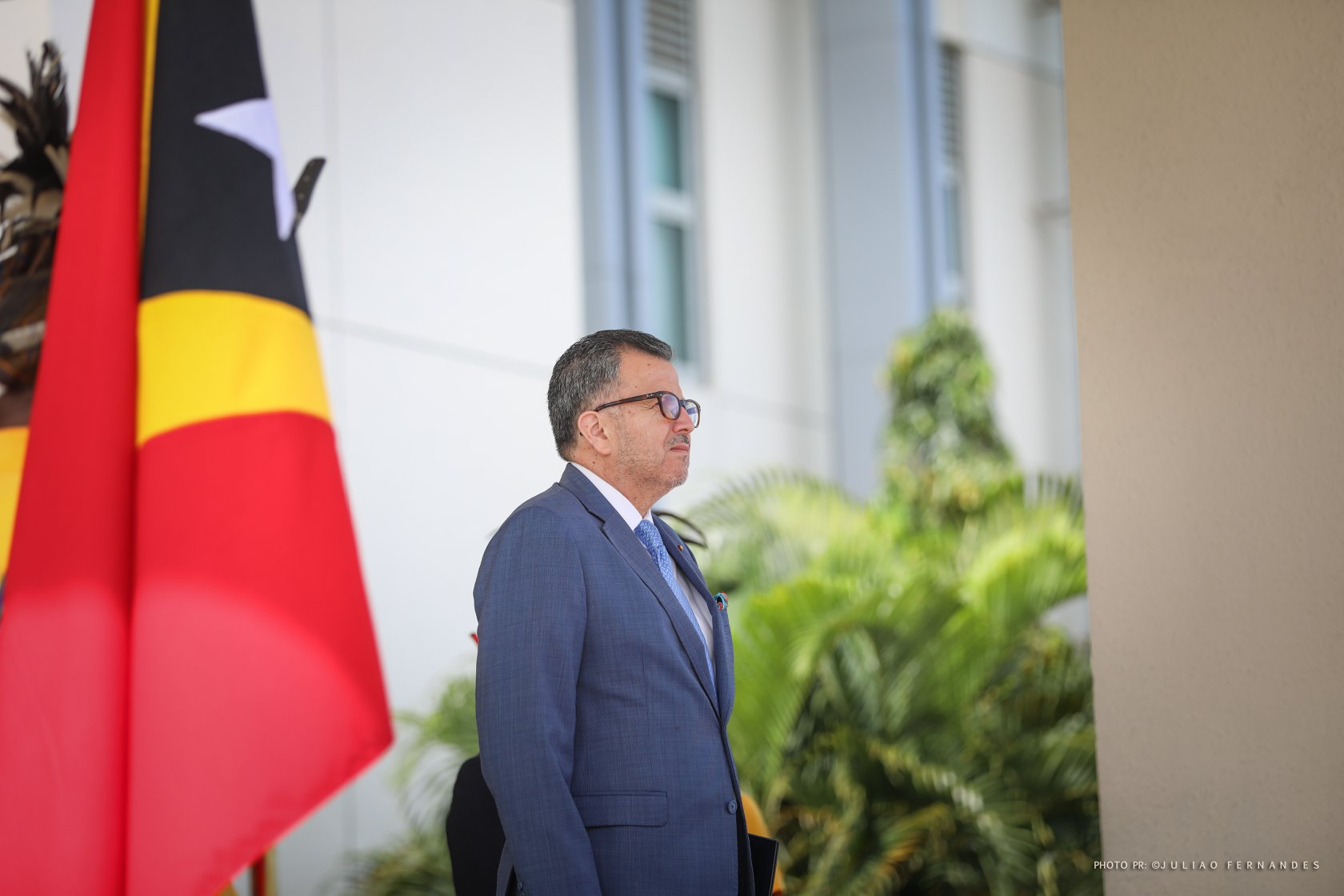
Botschafter Gustavo Ayares Ossandón am Tag der Übergabe seiner Akkreditierung

| Name                        | Amtszeit  | Anmerkungen                                                                         |       |
| Chile                       | Chile     | Chile                                                                               | Chile |
| --------------------------- | --------- | ----------------------------------------------------------------------------------- | ----- |
| Eduardo Ruiz Asmussen       | 2013–2018 | Akkreditierung: 3. Juni 2013 Erster für Osttimor akkreditierter Botschafter Chiles. |       |
| Gustavo Ayares Ossandón     | 2020–2024 | Ernennung: 16. November 2018; Akkreditierung: 21. Februar 2020                      |       |
| Mario Ignacio Artaza Loyola | seit 2024 | Akkreditierung: 28. Mai 2024                                                        |       |